# Басирзаде, София Башир кызы
Софа или Софья Басир кызы Басирзаде (азерб. Sofiya (Sofa) Bəşir qızı Bəsirzadə ; 28 февраль 1918, д. Чукан, Казанский уезд, Казанская губерния – 4 январь 2000, Баку) — советская азербайджанская актриса театра и кино. Народная артистка Азербайджанской ССР (1974 год).

## Биография
София Басир кызы Везирова (в замужестве) родилась 28 февраля 1918 года в татарской семье в селе Чукан Казанского уезда. В 1920 году семья переехала в Баку. Начальное образование София получила в школе №3 в Баку. Затем продолжила обучение в средней школе № 134. Будучи ученицей старших классов, стала посещать драматический кружок. В 1936 году поступила в Бакинскую театральную школу. В том же году София начала выступать на сцене в спектаклях Азербайджанского драматического театра. Будучи студенткой третьего курса, она была принята в актерскую труппу в этого театра.
София Бесирзаде также снялась во многих художественных фильмах. Последние годы своей жизни она работала в Бакинском муниципальном театре.
Актриса ушла из жизни 4 января 2000 года в Баку.

## Творчество
София Бесирзаде исполнила более сотни образов на сцене театра. Она исполняла роли таких персонажей, как:
- Ниса ханым — Визирь ленкоранского хана, (Мирза Фаталии Ахундов)
- Севар — Огтай элоглу, (Джафар Джаббарлы)
- Гюльгюн — Невеста огня, (Джафар Джаббарлы)
- Таня — Яшар, (Джафар Джаббарлы)
- Гюльсабах — Возвращение, (Джафар Джаббарлы)
- Гюльниса — Белые цветы, (Джафар Джаббарлы)
- Нина — Шейх Санан, (Гусейн Джавид)
- Рубаба — Сиявуш, (Гусейн Джавид)
- Марьям — Фархад и Ширин, (Самед Вургун)
- Тамара — Вагиф, (Самед Вургун)
- Татьяна — Человек, (Самед Вургун)
- Сяадат — Счастье-Факреддин, (Наджаф-бек Везиров)
- Дочь хана — Старый враг, (Абдуррагим-бек Ахвердов)
- Пери Джаду — Пери Джаду, (Абдуррагим-бек Ахвердов)
- Терлан ханым — Ложь, (Сабит Рахман)
- Глумова — На всякого мудреца довольно простоты, (Александр Островский) и других.

### Фильмография
- Новый горизонт (фильм, 1940)
- Бахтияр (фильм, 1955)
- Встреча (фильм, 1955)
- Черные скалы (фильм, 1956)
- Айгюн (фильм, 1960)
- Где Ахмед? (фильм, 1963)
- Ромео, мой сосед (фильм, 1963)
- Телефонистка (фильм, 1962)
- Следствие продолжается (фильм, 1966)
- Кура неукротимая (фильм, 1969)
- Наш учитель Джебиш (фильм, 1973)
- Парни нашей улицы (фильм, 1973)
- Деде Коркут (фильм, 1975)
- Оазис в огне (фильм, 1978)
- Бухта Радости (фильм, 1978)
- Хозяин дома (фильм, 1978)
- Учитель музыки (фильм, 1983)
- Я придумываю песню (фильм, 1979)
- Не бойся, я с тобой
- Счастья вам, девочки! (фильм, 1972)
- Четыре воскресенья (фильм, 1975)
- Когда встречаются дороги... (фильм, 1979)
- Непокорённый батальон (фильм, 1965)
- Хлеб поровну (фильм, 1969)
- Прошлогодняя ночь прошедшего года (фильм, 1983)
- Дорожное происшествие (фильм, 1980)
- Свет в окне (фильм, 1987)
- Сурейя (фильм, 1987)
- Легенда Серебряного озера (фильм, 1984)
- Невинный Абдулла (фильм, 1984)
- Особое положение (фильм, 1986)
- Месть (фильм, 1991)

## Звания и награды
- Почетное звание Заслуженная артистка Азербайджанской ССР  —  30 апреля 1955[6]
- Почетное звание Народная артистка Азербайджанской ССР — 1 июня 1974[7]